# Лонгарес
Лонгарес (ісп. Longares) — муніципалітет в Іспанії, у складі автономної спільноти Арагон, у провінції Сарагоса. Населення — 896 осіб (2010).
Муніципалітет розташований на відстані близько 240 км на північний схід від Мадрида, 36 км на південний захід від Сарагоси.

## Демографія
Динаміка населення (INE ):